# Буткус, Жанис

Карлис Лобе и Жанис Буткус возле полка Иманта

Жанис Буткус (латыш. Žanis Butkus, 29 июля 1906 года, Межмуийжская волость, Добленский уезд, Курляндская губерния, Российская империя (совр. Латвия) — 15 мая 1999 года, Палмер, Аляска, США) — гауптштурмфюрер Латышского добровольческого легиона СС. Кавалер Рыцарского креста Железного креста.

## Биография
Родился в 1906 году в имении Мазберкене на территории современной Латвии, в семье Фрициса и Анны Буткус. Во время немецкой оккупации семья Буткуса перебралась в Ригу. В 1927 году был призван в латвийскую армию. Демобилизовался в звании капрала. В 1932 году женился. Занимался стрельбой.
После советской оккупации военные ведомства начали им интересоваться. Боясь репрессий, он вернулся к семье. 14 июня 1941 года опасаясь высылки спрятался в лесу, но его семью (жену и дочь) выслали в Сибирь.
С марта 1942 года служил в 26-м (Тукумском) полицейском батальоне. Воевал на Волховском фронте, участвовал в антипартизанских операциях в Белоруссии и около озера Ильмень. С 1944 года в 19-й гренадерской дивизии ваффен-СС. В июле 1944 года награждён Военным орденом Немецкого креста 1 степени. Был контужен и ранен не менее шести раз.  21 сентября 1944 года награждён Рыцарским крестом и имеет также серебряную шпагу за рукопашные схватки и оба Железных креста. Дослужился до  звания капитана (гауптштурмфюрера). Последний бой провел в Курляндском котле. На момент капитуляции находился в Дании.
После войны США отказались выдать его властям СССР, поскольку, согласно расследованиям комиссии по расследованию военных преступлений при Национальном архиве США, прибалтийские соединения войск СС не попадали под коллаборационистские, поскольку в них преобладал принудительный характер зачисления в соединения.
Скончался 15 мая 1999 года на Аляске.

## Награды
- Рыцарский крест Железного креста
- Железный крест (1 и 2 ст.)
- Немецкий крест (1 ст.)
- Знак ближнего боя
- Нагрудный штурмовой пехотный знак
- Медаль «За зимнюю кампанию на Востоке 1941/42»